# Saint-Jean-de-Sauves
Pour les articles homonymes, voir Saint-Jean.
Saint-Jean-de-Sauves est une commune du Centre-Ouest de la France, située dans le département de la Vienne (région Nouvelle-Aquitaine).

## Géographie

### Localisation
La commune de Saint-Jean-de-Sauves, arrosée par la Dive et le Prepson, se trouve au nord-ouest du département de la Vienne.
Son altitude minimale, 60 mètres, se situe au nord-ouest du bourg, là où la Sauves quitte le territoire communal pour servir de limite entre Moncontour et Marnes. Le point culminant, 128 ou 130 mètres, se trouve au sud-ouest, au Puy de Mouron.
Le bourg de Saint-Jean-de-Sauves, à l'intersection des routes départementales 15, 40, 41 et 67, est implanté sur la rive gauche de la Sauves. Il se situe, en distances orthodromiques, 10 kilomètres au nord-ouest de Mirebeau et 19 kilomètres au sud de Loudun.
La commune est également desservie par de nombreuses autres routes départementales : 18 et 725 (l'ancienne route nationale 725) au sud, 63 à l'ouest, 20 et 126 au nord-est, tout comme la route nationale 147, en limite de Verrue.

### Communes limitrophes
| Moncontour           | Saint-Clair La Chaussée | Verrue   |
| Marnes (Deux-Sèvres) | Saint-Jean-de-Sauves    | Coussay  |
| La Grimaudière       | Mazeuil                 | Chouppes |

### Climat
Le climat qui caractérise la commune est qualifié, en 2010, de « climat océanique altéré », selon la typologie des climats de la France qui compte alors huit grands types de climats en métropole. En 2020, la commune ressort du même type de climat dans la classification établie par Météo-France, qui ne compte désormais, en première approche, que cinq grands types de climats en métropole. Il s’agit d’une zone de transition entre le climat océanique, le climat de montagne et le climat semi-continental. Les écarts de température entre hiver et été augmentent avec l'éloignement de la mer. La pluviométrie est plus faible qu'en bord de mer, sauf aux abords des reliefs.
Les paramètres climatiques qui ont permis d’établir la typologie de 2010 comportent six variables pour les températures et huit pour les précipitations, dont les valeurs correspondent à la normale 1971-2000. Les sept principales variables caractérisant la commune sont présentées dans l'encadré ci-après.
| Paramètres climatiques communaux sur la période 1971-2000 - Moyenne annuelle de température : 12 °C - Nombre de jours avec une température inférieure à −5 °C : 2,2 j - Nombre de jours avec une température supérieure à 30 °C : 5,9 j - Amplitude thermique annuelle : 14,9 °C - Cumuls annuels de précipitation : 645 mm - Nombre de jours de précipitation en janvier : 10,2 j - Nombre de jours de précipitation en juillet : 6,4 j |

Avec le changement climatique, ces variables ont évolué. Une étude réalisée en 2014 par la Direction générale de l'Énergie et du Climat complétée par des études régionales prévoit en effet que la  température moyenne devrait croître et la pluviométrie moyenne baisser, avec toutefois de fortes variations régionales. Ces changements peuvent être constatés sur la station météorologique de Météo-France la plus proche, « Martaize », sur la commune de Martaizé, mise en service en 1993 et qui se trouve à 9 km à vol d'oiseau,, où la température moyenne annuelle est de 12,2 °C et la hauteur de précipitations de 565,6 mm pour la période 1981-2010.
Sur la station météorologique historique la plus proche, « Poitiers-Biard », sur la commune de Biard,  mise en service en 1921 et à 33 km, la température moyenne annuelle évolue de 11,5 °C pour la période 1971-2000 à 11,7 °C pour 1981-2010, puis à 12,2 °C pour 1991-2020.
Le 31 mars 2023, le village est frappé par une violente tornade provoquant de nombreux dégâts mais aucune victime,.

## Urbanisme

### Typologie
Au 1er janvier 2024, Saint-Jean-de-Sauves est catégorisée commune rurale à habitat dispersé, selon la nouvelle grille communale de densité à sept niveaux définie par l'Insee en 2022.
Elle est située hors unité urbaine et hors attraction des villes,.

### Occupation des sols
L'occupation des sols de la commune, telle qu'elle ressort de la base de données européenne d’occupation biophysique des sols Corine Land Cover (CLC), est marquée par l'importance des territoires agricoles (96,4 % en 2018), une proportion sensiblement équivalente à celle de 1990 (96,8 %). La répartition détaillée en 2018 est la suivante : 
terres arables (85,1 %), zones agricoles hétérogènes (7,9 %), prairies (3,4 %), zones urbanisées (2 %), forêts (1,6 %). L'évolution de l’occupation des sols de la commune et de ses infrastructures peut être observée sur les différentes représentations cartographiques du territoire : la carte de Cassini (XVIIIe siècle), la carte d'état-major (1820-1866) et les cartes ou photos aériennes de l'IGN pour la période actuelle (1950 à aujourd'hui).

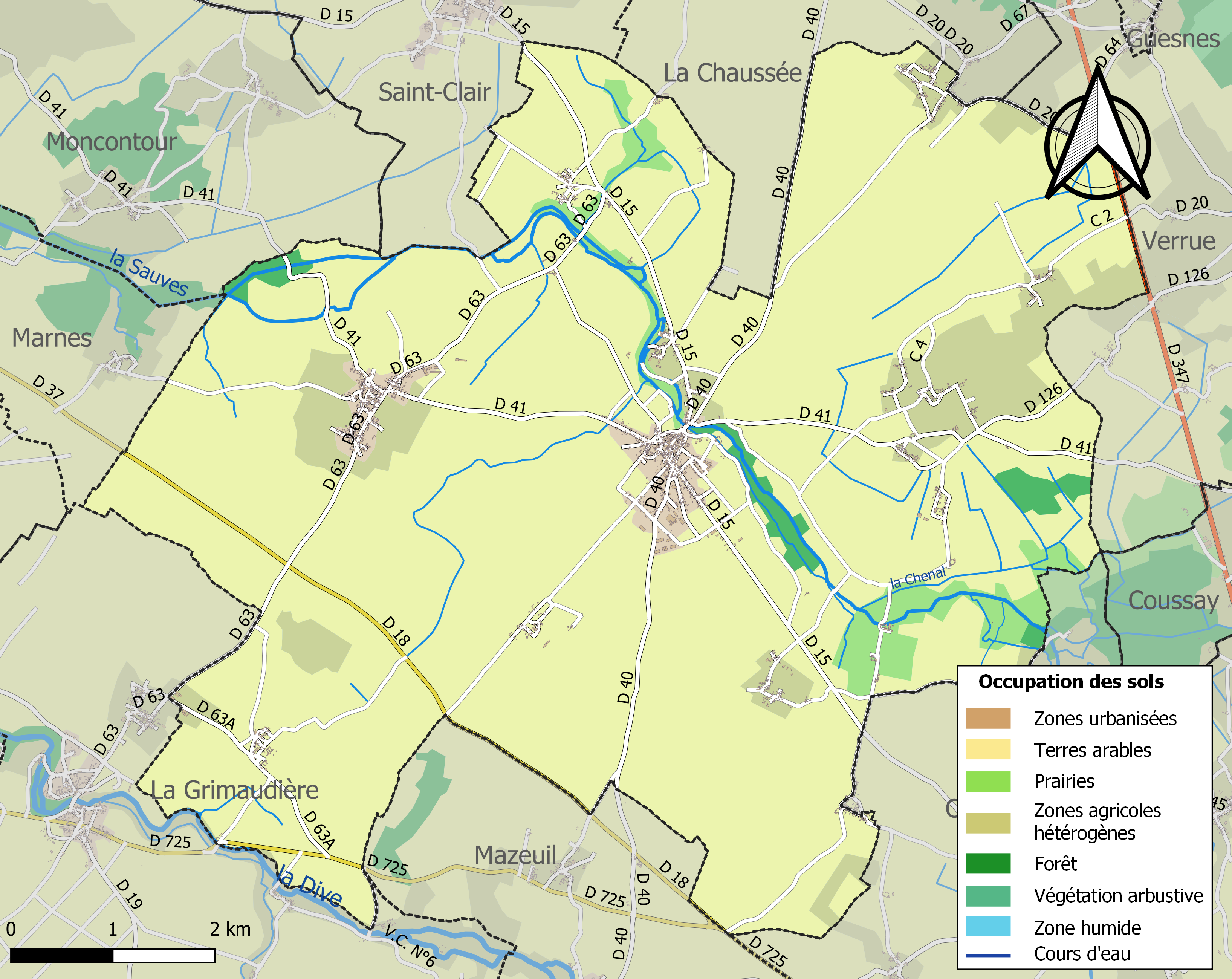
Carte des infrastructures et de l'occupation des sols de la commune en 2018 (CLC).

## Histoire
Créée à la Révolution française, la commune de Saint-Jean-de-Sauves s'est agrandie successivement avec les fusions d'anciennes communes : Saint-Aubin-du-Dolet en 1845 et Frontenay-sur-Dive en 1972, cette dernière conservant le statut de commune associée.

## Politique et administration

### Liste des maires
| Période   | Période                  | Identité         | Étiquette | Qualité |
| --------- | ------------------------ | ---------------- | --------- | ------- |
| mars 2001 | en cours (réélu en 2008) | Christian Moreau | UDI       |         |

### Instances judiciaires et administratives
La commune relève du tribunal d'instance de Poitiers, du tribunal de grande instance de Poitiers, de la cour d'appel Poitiers, du tribunal pour enfants de Poitiers, du conseil de prud'hommes de Poitiers, du tribunal de commerce de Poitiers, du tribunal administratif de Poitiers et de la cour administrative d'appel de Bordeaux, du tribunal des pensions de Poitiers, du tribunal des affaires de la Sécurité sociale de la Vienne, de la cour d’assises de la Vienne.

### Services publics
Les réformes successives de La Poste ont conduit à la fermeture de nombreux bureaux de poste ou à leur transformation en simple relais. Toutefois, la commune a pu maintenir le sien.

## Démographie
L'évolution du nombre d'habitants est connue à travers les recensements de la population effectués dans la commune depuis 1793. Pour les communes de moins de 10 000 habitants, une enquête de recensement portant sur toute la population est réalisée tous les cinq ans, les populations de référence des années intermédiaires étant quant à elles estimées par interpolation ou extrapolation. Pour la commune, le premier recensement exhaustif entrant dans le cadre du nouveau dispositif a été réalisé en 2006.

En 2022, la commune comptait 1 292 habitants, en évolution de −6,38 % par rapport à 2016 (Vienne : +0,6 %, France hors Mayotte : +2,11 %).
| 1793 | 1800 | 1806 | 1821 | 1831  | 1836  | 1841  | 1846  | 1851  |
| ---- | ---- | ---- | ---- | ----- | ----- | ----- | ----- | ----- |
| 932  | 922  | 977  | 966  | 1 132 | 1 196 | 1 174 | 1 406 | 1 432 |

| 1856  | 1861  | 1866  | 1872  | 1876  | 1881  | 1886  | 1891  | 1896  |
| ----- | ----- | ----- | ----- | ----- | ----- | ----- | ----- | ----- |
| 1 469 | 1 525 | 1 502 | 1 488 | 1 475 | 1 472 | 1 502 | 1 522 | 1 411 |

| 1901  | 1906  | 1911  | 1921  | 1926  | 1931  | 1936  | 1946  | 1954  |
| ----- | ----- | ----- | ----- | ----- | ----- | ----- | ----- | ----- |
| 1 429 | 1 444 | 1 424 | 1 275 | 1 363 | 1 421 | 1 424 | 1 322 | 1 298 |

| 1962  | 1968  | 1975  | 1982  | 1990  | 1999  | 2006  | 2011  | 2016  |
| ----- | ----- | ----- | ----- | ----- | ----- | ----- | ----- | ----- |
| 1 185 | 1 171 | 1 480 | 1 486 | 1 436 | 1 294 | 1 307 | 1 339 | 1 380 |

| 2021  | 2022  | - | - | - | - | - | - | - |
| ----- | ----- | - | - | - | - | - | - | - |
| 1 331 | 1 292 | - | - | - | - | - | - | - |

## Économie

### Agriculture
Selon la direction régionale de l'Alimentation, de l'Agriculture et de la Forêt de Poitou-Charentes, il n'y a plus que 42 exploitations agricoles en 2010 contre 70 en 2000.
Les surfaces agricoles utilisées ont très légèrement diminué et sont passées de 4 096 hectares en 2000 à 4 040 hectares en 2010 dont 236 sont irrigables. Ces chiffres indiquent une concentration des terres sur un nombre plus faible d’exploitations. Cette tendance est conforme à l’évolution  constatée sur tout le département de la Vienne puisque de 2000 à 2007, chaque exploitation a gagné en moyenne 20 hectares..
58 % des surfaces agricoles sont destinées à la culture des céréales (blé tendre essentiellement mais aussi orge et maïs), 25 % pour les oléagineux (colza et tournesol à parts égales), moins de 1 % pour les protéagineux, 7 % pour le fourrage et 1 % reste en herbe. En 2000, six hectares (un en 2010) étaient consacrés à la vigne.
Quatre exploitations en 2010 (contre neuf en 2000) abritent un élevage de bovins (234 têtes en 2010 contre 387 têtes en 2000). Cinq exploitations en 2010 (contre sept en 2000) abritent un élevage de caprins (2 093 têtes en 2010 contre 1 717 têtes en 2000). C’est un des troupeaux importants de caprins du département de la Vienne (74 500 têtes en 2011) qui est le deuxième département pour l’élevage des chèvres derrière celui des Deux-Sèvres. La vocation laitière du troupeau est très forte. Moins de 2 % des élevages caprins sont non laitiers en 2000. La quasi-totalité de la production laitière, en constante augmentation (de 2000 à 2011 : + 44 %) est livrée à l’industrie agro-alimentaire soit 96 % des 485 000 hectolitres récoltés dans l’ensemble du département de la Vienne en 2004. La production de fromage à la ferme reste très marginale et ne représente que 1 % de la production de lait et 6 % des fermes. 75 % des élevages sont basés sur un système de production de type hors sol, la surface agricole étant destinée essentiellement dans ce cas, à la production de fourrage. 75 % de ces exploitations  n’élèvent que des chèvres. Le dynamisme de cet élevage, l’accent porté sur la qualité des produits a permis d’obtenir les AOC « chabichou du Poitou » et « sainte-maure de touraine » pour les fromages produits.
Les élevages de volailles et d'ovins ont disparu au cours de cette décennie. La disparition des élevages de moutons est conforme à la tendance globale du département. En effet, le troupeau d’ovins, exclusivement destiné à la production de viande, a diminué de 43,7 % de 1990 à 2007.
Le jardin des Trois Noyers est une ferme maraîchère qui est aussi un conservatoire des variétés anciennes de tomates. Plus de 150 variétés sont produites dont les tomates-ananas, les Noires de Crimée, les Roses de Berne, les Tétons de Vénus ou d'incroyables tomates bleues.

### Développement durable
La commune accueille l'un des onze centres de compostage des déchets organiques du département. Le tonnage annuel est de 5 000 tonnes alors que pour l'ensemble des équipements du département, il est de 175 050 tonnes.

## Culture locale et patrimoine

### Lieux et monuments
- Église Saint-Pierre de Frontenay-sur-Dives, inscrite aux monuments historiques depuis 1926[34]. L'église Saint-Pierre date des XIe, XIIe et XIXe siècles. Elle est construite en tuffeau et galuche[Quoi ?]. La première mention de l'église date de 1080. L'édifice a subi quelques modifications au cours du XIXe siècle avec l'adjonction des bas-côtés. Le portail est roman. Il comporte deux voussures sculptées sur colonnettes et une troisième qui a été rajoutée au XIXe siècle. Certains chapiteaux portent un décor à motifs de végétaux ou d'animaux, dont un monstre à deux têtes. Le clocher abrite un pigeonnier de 77 boulins. L'église possède une belle chaire en bois polychrome du XVIIe siècle. Un autel consacré à la Vierge et un décor mural ont été peints naïvement par le prêtre desservant la messe vers 1950.
- Église Saint-Clément-et-Saint-Jean de Saint-Jean-de-Sauves.
- Chapelle de la Roche.
- Musée exposant les objets trouvés lors des fouilles archéologiques.
- Le Prepson, rivière à truites.

### Patrimoine naturel

#### Les plaines du Mirebalais et du Neuvillois
Les plaines du Mirebalais et du Neuvillois qui couvrent 100 %  du territoire communal sont classées comme zones naturelles d'intérêt écologique, faunistique et floristique (ZNIEFF).

### Personnalités liées à la commune
- Christian Drillaud, comédien et réalisateur.